# Campanarougetia
Campanarougetia (nach der französischen Parasitologin Yvonne Campana-Rouget) ist eine Gattung der Spulwürmer mit zwei Arten. Sie sind Parasiten bei Süßwasserfischen.

## Merkmale
Die Gattung hat die Eigenschaften der Campanarougetiinae. Im Gegensatz zur Schwestergattung Oceanicucullanus hat die Mundöffnung keine Lippen und das Ösophastom keine Zähne.

## Arten
- Campanarougetia campanarougetae Le Van Hoa & Pham Ngoc Khue, 1967
- Campanarougetia malayensis Petter, 1979